# Chloraea curicana
Chloraea curicana là một loài thực vật có hoa trong họ Lan. Loài này được Ravenna mô tả khoa học đầu tiên năm 2008.